# Тарасовка (Роменский район)
Тарасовка (укр. Тарасівка) — село,
Андреевский сельский совет,
Роменский район,
Сумская область,
Украина.
Код КОАТУУ — 5924180902. Население по данным 1984 года составляло 110 человек.
Село ликвидировано в 2007 году .

## Географическое положение
Село Тарасовка находится на правом берегу реки Артополот,
ниже по течению на расстоянии в 1 км расположено село Андреевка.
На реке большая запруда.

## История
- 2007 — село ликвидировано [1].